# 梅田澪理
梅田 澪理（うめだ みおり、1990年6月15日 - ）は、日本の元アナウンサー。
大阪府箕面市出身。大阪府立箕面高等学校を経て青山学院大学法学部法学科を卒業。またTBSアナウンススクール出身でもある。

## 略歴
青山学院大学在学時に、日本テレビイベントコンパニオン28期生を務める。
2013年4月、テレビユー福島に契約アナウンサーとして入社。情報番組『はぴスタ』のメインMCや、『TUFニュース』などを担当。
2016年3月、テレビユー福島を退社。

## 人物
趣味はランニングであり、大学時も陸上部のマネージャーとして活動する。
秘書検定2級の資格を持つ。

## 出演

### 日本テレビイベントコンパニオン時代
- イベコン（2012年、日本テレビ）

### テレビユー福島時代
- はぴスタ（2013年9月30日 - 2015年3月27日）メインMC
- げっきんチェック（2015年3月30日 - 2016年3月25日）メインMC
- げっきんチェックMOVIE（2015年7月4日 - 2016年3月26日）